# Vorderes Qahar-Banner des Rechten Flügels

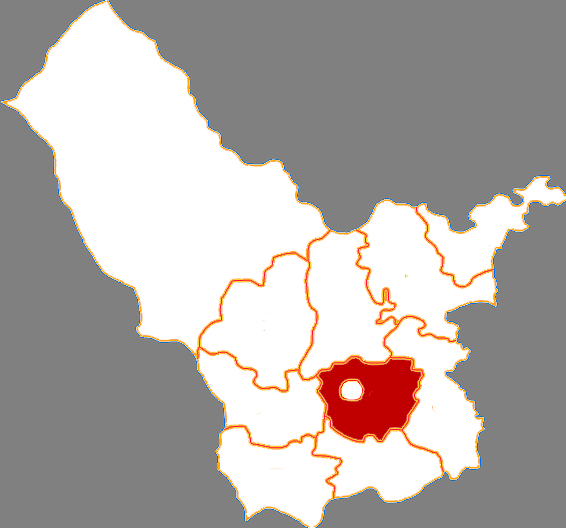
Lage des Vorderen Qahar-Banner des Rechten Flügels in Ulanqab

Das Vordere Qahar-Banner des Rechten Flügels (chinesisch 察哈尔右翼前旗, Pinyin Cháhā'ěr Yòuyì Qián Qí; mongolisch ᠴᠠᠬᠠᠷ ᠪᠠᠷᠠᠭᠤᠨ ᠭᠠᠷᠤᠨ ᠡᠮᠦᠨᠡᠳᠦ ᠬᠣᠰᠢᠭᠤ Čaqar Baraɣun Ɣarun Emünedü qosiɣu) ist ein Banner der bezirksfreien Stadt Ulanqab im Zentrum des Autonomen Gebiets Innere Mongolei im Norden der Volksrepublik China. Es hat eine Fläche von 2.734 km² und zählt 260.000 Einwohner (2004). Sein Hauptort ist die Großgemeinde Tugin Ul (土贵乌拉镇).
Die neolithische Miaozigou-Stätte (庙子沟遗址) der sogenannten Miaozigou-Kultur steht seit 2001 auf der Liste der Denkmäler der Volksrepublik China (5-15).